# 替尔泊肽
替尔泊肽，或名替西帕肽是由礼来公司开发的治疗2型糖尿病和肥胖之药物，该药物是葡萄糖依赖性促胰岛素多肽（GIP）和胰高血糖素样肽-1（GLP-1）受体的双重激动剂。其商用品牌名为穆峰达、猛健樂（Mounjaro，2型糖尿病用药）和 Zepbound（减肥用药）。该药物使用方式为皮下注射。
GLP-1与GIP是参与人体血糖控制机制的两种内源性激素。替尔泊肽可激活GLP-1受体，减少饥饿感，从而减少饮食和热量摄入；该药物还可以激活GIP受体，以减少饮食和热量摄入并增加能量消耗。
2022年5月，替尔泊肽在美国获批上市，用于改善成人2型糖尿病患者的血糖控制，此后该药物又于同年9月获欧盟批准、11月于加拿大上市、12月于澳大利亚上市。美国食药局认为它属于首创药物（也称作‘原研药’），并于2023年11月更新了该药的上市许可，将肥胖加入其适应症，商品名为Zepbound。同时，英国药监局也将肥胖加入其适应症。
2023年11月27日，美国电子健康档案数据和分析公司Truveta发布的论文表示，替尔泊肽的减肥效果是司美格鲁肽的三倍。2024年1月，礼来公司对Mounjaro提价4.5%至每月$1,070。

## 适应症
2型糖尿病以及肥胖症。

## 禁忌症
替尔泊肽不适用于患有甲狀腺髓質癌的病人。
替尔泊肽作为GLP-1受体激动剂，部分研究认为其会增加甲狀腺癌风险，另一些研究则认为不会。

## 副作用
从前期、I期、II期临床试验的结果来看，替尔泊肽的副作用与其他的GLP-1受体激动剂药物（例如杜拉鲁肽）类似。副作用大多见于消化系统，常见的有恶心、呕吐、腹泻，食欲不振也时有发生。其他更罕见的副作用有消化不良、便秘、腹痛、眩晕，和低血糖。

## 药物机理
替尔泊肽对GIP受体的亲和力大于对GLP-1受体的亲和力。与选择性GLP-1受体激动剂相比，这种双重激动剂行为已被证明可以更大程度地降低高血糖。信号研究表明，替尔泊肽在GIP受体上的作用类似天然GIP；然而，在GLP-1受体上，替尔泊肽显示出倾向生成cAMP（与糖原、糖和脂质代谢调节相关的信使），而非招募β-抑制蛋白。这种对GIP受体的偏好和对GLP-1的独特信号传导特性的结合表明，这种有倾向性的激动作用会增加胰岛素分泌。据报道，替尔泊肽可以增加脂联素（一种参与葡萄糖和脂质代谢调节的脂肪因子）的水平。在10毫克剂量下，26周后与基线相比有最大26%的脂联素水平提高。

## 历史
礼来在2016年首次申请将替尔泊肽用于血糖控制的专利。
两项随机、双盲、安慰剂对照试验确定了替西帕肽与低热量饮食和增加体力活动相结合对慢性体重管理（减轻和维持体重）的功效，该试验针对患有肥胖或超重的成年人，其中至少有一项与体重相关的状况。